# الكامل في الطب
كامِل الصناعة الطبية المعروف باسم الكتاب الملكي هو العمل الوحيد المعروف لعلي بن عباس وقد أهداه إلى السلطان عضد الدولة مؤسس المستشفى الكبير في بغداد.

## سبب التأليف
" يذكر علي بن عباس الطبيب الخاص للسلطان عضد الدولة أنّه لم يجد في كتب المتقدمين والمحدثين كتابا شاملا يعالج جميع فروع الطبّ ومعرفتها معرفة لا يستغني عنها من يريد الإلمام بالطب فأبقراط يوجز في الكتابة وكثير من عباراته غامض وفي حاجة إلى شرح وتفسير، وجالينوس وضع كتبا كثيرة وكل كتاب منها يعرض لقسم خاص من الطب فلا يوجد من بين مؤلفاته كتاب واحد يصلح للدرس للمبتدئين ، فقام علي بن عباس بتأليف كتاب وسط بين تفصيل الحاوي للالرازي وإيجاز الكتاب المنصوري.

## ترجمة الكتاب
تمت ترجمة كتاب الكامِل جزئياً للغة اللاتينية بحلول عام 1089 وتم تداوله على نطاق واسع في أوروبا في صورة مخطوطات ولاحقاً في صورة نُسخ مطبوعة.، وذكرت سيغريد هونكه أن أسطفان المترجم ترجم الكتاب إلى اللاتينية عام 1128، كما ذكرت في ذات المصدر أن قسطنطين الإفريقي قام بترجمة الكتاب في جامعة ساليرنو ونسبه إلى نفسه.